# Harö
Harö ist eine Insel in der Värmdö kommun im Stockholmer Schärengarten. Die Insel befindet sich genau zwischen Kanholmsfjärden und Rödkobbsfjärden.

## Geschichte
Harö ist wahrscheinlich seit dem Mittelalter bevölkert. Die älteste, bekannte Karte stammt aus dem Jahr 1640 und zeigt drei Höfe, welche sich in der Gegend des heutigen Dorfes Harö auf dem nördlichen Teil der Insel befanden. Archäologische Untersuchungen haben erwiesen, dass sich das Dorf in früherer Zeit einen Kilometer südlich von dem Binnensee Gammeltomtträsket befand. Dieser See war in früherer Zeit eine Bucht, welche durch Landhebungen vom Meer abgeschnitten wurde. Die Einwohner von Harö wurden deshalb gezwungen, ihren Hafen zu verlegen.
Im Jahr 1719 war Harö schwer von den Russischen Verwüstungen betroffen, als die Russische Hochseeflotte die schwedische Ostseeküste heimsuchte.
Harö hatte sehr fischreiche Gewässer und gute Bedingungen für die Jagd und Landwirtschaft. Dies war mit ein Grund, warum das Dorf auf der Insel wachsen konnte. Aus alten Landvermessungsarchiven aus den 1840er-Jahren ist ersichtlich, dass sich zu dieser Zeit 19 Höfe auf der Insel befanden. Davon 14 Grundstücke an Harös westlichen Strand in Lerviken, Skarpslätt und Nöttnäs. Heute, etwa 100 Jahre später, befinden sich noch immer 20 Höfe auf der Insel.
Harö war lange Zeit ein sehr isolierter Teil des Schärengartens, im Gegensatz zum Beispiel zur Nachbarinsel Eknö. Eine regelmäßig verkehrende Dampfschifflinie kam erst im Jahr 1920 auf die Insel. Und auch im Jahr 1930 gab es noch viele Bewohner, die in traditioneller Weise der Jagd oder dem Fischfang nachgingen. Auf Häro gibt es, verglichen mit den umliegenden Inseln, einen größeren Bestand an alten Gebäuden.